# هنريك نيلسن
هنريك نيلسن (بالدنماركية: Henrik Nielsen)‏ (29 مارس 1965 في الدنمارك - ) هو لاعب كرة قدم دانمركي في مركز الهجوم. لعب مع أيك أثينا ونادي بروندبي ونادي بولدكلوبين 1903 ونادي فنربخشة ونادي ليل ونادي إيراكليس وBoldklubben af 1893 ‏.

## وصلات خارجية
- هنريك نيلسن على موقع قاعدة بيانات كرة القدم.إي يو (الإنجليزية)